# Callitriche peploides
Callitriche peploides är en grobladsväxtart som beskrevs av Thomas Nuttall. Callitriche peploides ingår i släktet lånkar, och familjen grobladsväxter. Inga underarter finns listade i Catalogue of Life.